# 山口亮太
山口 亮太（やまぐち りょうた、1969年3月2日 - ）は、日本の男性脚本家。血液型はO型。

## 来歴・人物
アニメーション製作会社・サンライズに制作進行として入社後、もともとの脚本家志望もあいまって、同社との縁が強いアニメーション監督・井内秀治に弟子入り。井内が代表取締役を務めるリード・プロジェクトに入社。1992年の『ママは小学4年生』第13話「サーカスがやってきた!」で脚本家デビュー。退社後フリー脚本家となり、『機動武闘伝Gガンダム』や『メダロット』を初め、少年漫画・熱血漫画的な作劇を得意とする。後年の『デジモンセイバーズ』においても、今までのデジモンシリーズの作風を省みた結果、典型的な少年漫画を目指したと語っている。
2010年には小学館『週刊少年サンデー』編集部と石森プロが開催した「サイボーグ009まんが賞」のシナリオ部門に応募した「トランプ・タワー」がグランプリを受賞した。
2017年からは韓国アニメ制作に参加。担当作の「キャッチ！ティニピン」は長期シリーズとなっている。

## 参加作品

### テレビアニメ
1989年
- 魔動王グランゾート（脚本）※比賀静夢名義

1991年
- 魔神英雄伝ワタル2（脚本）※比賀静夢名義

1992年
- ママは小学4年生（脚本）
- らんま1/2 熱闘編（脚本）
- スーパーヅガン（-1993年、脚本）

1993年
- 疾風!アイアンリーガー（-1994年）

1994年
- 機動武闘伝Gガンダム（-1995年）

1995年
- 鬼神童子ZENKI（シリーズ構成・脚本）
- 美少女戦士セーラームーンSuperS（-1996年、脚本）
- クマのプー太郎（-1996年、脚本）

1996年
- 美少女戦士セーラームーンセーラースターズ（-1997年、シリーズ構成・脚本）
- 天空のエスカフローネ（脚本）

1997年
- キューティーハニーF（-1998年、シリーズ構成・脚本）
- 少女革命ウテナ（脚本）※比賀昇名義
- 逮捕しちゃうぞ（脚本）
- みすて♡ないでデイジー（脚本）

1998年
- こっちむいてみい子（-1999年、脚本）
- カウボーイビバップ（脚本）
- 発明BOYカニパン（-1999年、シリーズ構成・脚本）
- Night Walker -真夜中の探偵-（シリーズ構成・脚本）
- SHADOW SKILL -影技-（脚本）

1999年
- 超発明BOYカニパン（シリーズ構成・脚本）
- メダロット（-2000年、シリーズ構成・脚本）
- 天使になるもんっ!（脚本）
- GTO（-2000年、脚本）
- HUNTER×HUNTER（-2001年、脚本）

2000年
- 学校の怪談（-2001年、脚本）

2001年
- 逮捕しちゃうぞ SECOND SEASON（脚本）
- だぁ!だぁ!だぁ!（脚本）

2002年
- Kanon（シリーズ構成・脚本） ※シリーズ構成は中村誠と共同
- ONE PIECE（-2003年、脚本）
- デュエル・マスターズ（-2003年、脚本）

2003年
- クラッシュギアNitro（-2004年、シリーズ構成・脚本）

2004年
- 北へ。〜Diamond Dust Drops〜（シリーズ構成・脚本）
- それいけ!ズッコケ三人組（脚本）
- 鉄人28号（脚本）
- デュエル・マスターズ チャージ（-2006年、脚本）

2005年
- 甲虫王者ムシキング 森の民の伝説（-2006年、脚本）
- ゾイドジェネシス（-2006年、脚本）

2006年
- デジモンセイバーズ（-2007年、シリーズ構成・脚本）
- Project BLUE 地球SOS（シリーズ構成・脚本）
- はぴねす!（脚本）

2007年
- この青空に約束を― 〜ようこそつぐみ寮へ〜（脚本）
- ぜんまいざむらい（脚本）

2008年
- 今日からマ王!（脚本）
- 絶対可憐チルドレン（脚本）

2010年
- 薄桜鬼（脚本）

2011年
- 青の祓魔師（シリーズ構成・脚本）

2013年
- ドキドキ!プリキュア（-2014年、シリーズ構成・脚本）
- ガイストクラッシャー（-2014年、脚本）

2016年
- フューチャーカード バディファイトDDD（-2017年、脚本）
- 少年メイド（脚本）

2017年
- モンカート（-2018年、シリーズ構成・脚本）

2018年
- カードファイト!! ヴァンガード（-2019年、脚本）
- 聖闘士星矢 セインティア翔（-2019年、脚本）

2019年
- 胡蝶綺 〜若き信長〜（シリーズ構成・脚本）

2020年
- キャッチ!ティニピン（シリーズ構成〈第1・2・3・5・6期〉・脚本・日本語版監修）
- カードファイト!! ヴァンガード外伝 イフ-if-（脚本）

2023年
- メタルカードボット（シリーズ構成・脚本）

2025年
- デジモンビートブレイク（シリーズ構成・脚本）

### 劇場アニメ
1991年
- らんま1/2 中国寝崑崙大決戦! 掟やぶりの激闘篇!!（脚本）※柳川茂、井内秀治と共同

1992年
- らんま1/2 決戦桃幻郷! 花嫁を奪りもどせ!!（脚本）

1994年
- らんま1/2 超無差別決戦! 乱馬チームVS伝説の鳳凰（脚本）

1995年
- スペシャルプレゼント 亜美ちゃんの初恋 美少女戦士セーラームーンSuperS 外伝（脚本）

1997年
- 劇場版 キューティーハニーF（脚本）

2000年
- エスカフローネ（脚本）※赤根和樹と共同

2006年
- デジモンセイバーズ THE MOVIE 究極パワー! バーストモード発動!!（脚本）

2013年
- 映画 ドキドキ!プリキュア マナ結婚!!?未来につなぐ希望のドレス（脚本）

### OVA
1992年
- 魔動王グランゾート 冒険編（脚本）

1993年
- らんま1/2（-1996年、脚本）

1997年
- 鬼神童子ZENKI外伝〜黯鬼奇譚〜（脚本）

1998年
- 鉄拳 -TEKKEN-（脚本）
- 御先祖賛江（-1999年、シリーズ構成・脚本）

2000年
- 鬼点睛（シリーズ構成・脚本）

2002年
- アーケードゲーマーふぶき（-2003年、シリーズ構成・脚本）

2003年
- みずいろ（脚本）

2010年
- らんま1/2 悪夢!春眠香（脚本）※高橋留美子展で2008年に上映された作品

### 実写作品
1999年
- 救急戦隊ゴーゴーファイブ（-2000年、脚本）

2000年
- 未来戦隊タイムレンジャー（脚本）

2001年
- 未来戦隊タイムレンジャーVSゴーゴーファイブ（脚本）

2012年
- 戦国BASARA -MOONLIGHT PARTY-（脚本）
- 戦国BASARA-MOONLIGHT PARTY- Remix（脚本）※高橋ナツコと共同

### 小説
1998年
- オリジナルビデオアニメ 鉄拳 受け継がれる未来
- みすて♡ないでデイジー 恋のブラックホール

2000年
- エスカフローネ

2024年
- ドキドキ!プリキュア

### 漫画原作・脚本
- パーフェクト・ジュリエット（2002年）
- サイボーグ009 トランプ・タワー編（2010年）